# Focus (настільна гра)
Focus — стратегічна настільна гра для 2–4 гравців, створена автором ігор Сідом Саксоном. Вперше про гру згадав Мартін Гарднер у своїй колонці про ігри в журналі Scientific American у 1963 році. У 1965 році гру видали Whitman/Western Publishing. У 1969 році Сід Саксон описав гру у своїй книзі A Gamut of Games. У 1979 році гра з'явилася у виданні Daekor Designs/Hudson's Bay та у Великій Британії від Spear's Games. Німецька версія вийшла у 1980 році від Parker Brothers і здобула премію Spiel des Jahres 1981 року. У 1982 році гра була видана в США під назвою Domination компанією Milton Bradley, а в Бразилії компанією Milton Bradley/Estrela як Domínio. У 1995 році німецьке перевидання гри вийшло від Kosmos.

## Правила для двох гравців
Правила гри є розвитком ідей гри Ласка.

Початкова розстановка для 2 гравців

- Гра відбувається на дошці 6×6 полів із додатковими 4 полями з кожного боку. На початку гри на кожне з 36 центральних полів (6×6) кладуть по одному каменю, створюючи візерунок, показаний на малюнку.
- У процесі гри камені складаються один на одного, утворюючи вежі. Один камінь вважається вежею висотою один. Вежа належить тому гравцеві, чий камінь лежить зверху.
- Гравці ходять по черзі. Хід полягає або в тому, щоб узяти один чи кілька каменів зі своєї вежі та перенести їх на інше поле, або в тому, щоб поставити на дошку камінь із власного запасу, який спочатку порожній.
- Під час ходу переміщуються x верхніх каменів вежі на x полів у горизонтальному чи вертикальному напрямку, тобто кількість каменів визначає відстань переміщення. Камені можна ставити на порожнє поле або на іншу вежу, перестрибуючи через проміжні вежі.
- Камінь із запасу можна поставити на будь-яке поле, включно з власними чи ворожими вежами.
- Якщо вежа перевищує висоту в п'ять каменів, зайві камені прибираються знизу. Камені, що належать гравцеві, який зробив хід, переходять до його запасу, а камені іншого кольору вибувають із гри.
- Перемагає гравець, який може зробити останній хід.

Розстановка для 3 гравців

Розстановка для 4 гравців

Математик Пол Яраут розробив так звану «стратегію волячого ходу». За цією стратегією другий гравець робить ходи, що зберігають симетрію позиції, і не може програти. Сід Саксон запропонував два рішення для протидії: або вважати партію виграною для першого гравця, якщо другий використовував лише симетричні ходи, або перед початком гри поміняти місцями два камені в початковій розстановці, щоб зруйнувати симетрію. Ці рішення можна комбінувати.

## Варіанти
- Гра спочатку створювалася для двох гравців, але може також гратися трьома або чотирма учасниками. У такому разі кожен гравець отримує камені свого кольору, а ходи робляться по черзі. За гри вчотирьох двоє гравців утворюють команду і перед грою домовляються, чи можуть вони обговорювати стратегію під час гри.
- Варіант для трьох гравців Сід Саксон додав пізніше. У грі на трьох перемагає той, хто захопить три камені кожного суперника або прибере з дошки щонайменше десять каменів, включно зі своїми.

## Нагороди
У 1981 році Focus отримала премію Spiel des Jahres, а правила гри того ж року були відзначені нагородою Essener Feder. В 1994 році здобула премію Årets Spel у категорії сімейних ігор.